# Dodge MAXXcab
La Dodge MAXXcab est un concept car de pick-up utilitaire sportif quatre portes développé par Dodge. Dévoilé au Salon international de l'automobile d'Amérique du Nord 2000, il a été présenté par Dodge comme un «pick-up prioritaire pour les passagers». Il partage ses indices de style d'autres véhicules de la gamme Dodge et Chrysler, et est basé sur un châssis modifié du Dodge Dakota. Il présente une maniabilité agile, semblable à une berline, une benne utilitaire raccourci et un intérieur de style monospace avec des sièges pour cinq personnes, la banquette arrière ayant des sièges pour enfants intégrés. Il est propulsé par le V8 Magnum de 4,7 L de Dodge, couplé à une transmission automatique électronique à plusieurs vitesses. Bien qu'il ne soit pas destiné à la production, le MAXXcab présentait des caractéristiques qui allaient être retrouvées sur des produits Dodge ultérieurs, comme l'idée de rendre un pick-up plus centrée sur les passagers qui a été utilisée dans le Dodge Ram Mega Cab, qui était disponible à partir de l'année modèle 2006.